# Mitsubishi UFJ Financial Group
Mitsubishi UFJ Financial Group, vaak afgekort tot MUFG, is de grootste Japanse bank. 

## Activiteiten
De bank is officieel opgericht op 1 oktober 2005 als gevolg van een fusie van Mitsubishi Tokyo Financial Group en UFJ Holdings. Het behoort tot de top groep van grootste banken in de wereld. Het heeft een netwerk van zo’n 2500 vestigingen in meer dan 50 landen, waarvan ruim 500 in Japan. In Europa, Noord-Afrika en het Midden-Oosten is aanwezigheid met 34 kantoren beperkt.
De activiteiten zijn in vijf onderdelen verdeeld:
- MUFG Bank, waaronder ook de meerderheidsdeelnemingen vallen in de Verenigde Staten, Indonesië en Thailand. De drie buitenlandse deelnemingen zijn: MUFG Americas Holdings Corporation, PT Bank Danamon Indonesia, Tbk en Bank of Ayudhya Public Company Limited
- Mitsubishi UFJ Trust and Banking;
- Mitsubishi UFJ Securities Holdings (effectenbedrijf inclusief beleggingsonderzoek);
- Mitsubishi UFJ NICOS (creditcards) en
- Morgan Stanley. De groep heeft hierin een minderheidsbelang van 20,1% en de twee zijn strategische partners.

De aandelen staan genoteerd op de effectenbeurzen van Tokio en New York. De groep heeft een gebroken boekjaar dat stopt per 31 maart. 

## Geschiedenis

### Voorlopers
In 1880 werd de Yokohama Specie Bank opgericht, de naam werd later gewijzigd in The Bank of Tokyo. In hetzelfde jaar werd Mitsubishi Bank, Ltd. opgericht door Yataro Iwasaki en werd onderdeel van de Mitsubishi zaibatsu. Na de Tweede Wereldoorlog werden de zaibatsu opgebroken. De relaties met de andere voormalige bedrijven van de zaibatsu werden afgebouwd, maar zijn nooit helemaal verdwenen.
In april 1996 fuseerden The Mitsubishi Bank, Ltd. en The Bank of Tokyo, Ltd. De Bank of Tokyo was door de Japanse regering opgericht om het betalingsverkeer met het buitenland te verzorgen. De monopolistische positie die het had werd in de loop der tijd uitgehold en eindigde uiteindelijk in de jaren negentig. The Bank of Tokyo en Mitsubishi Bank pasten goed bij elkaar met een sterk buitenlands en binnenlands netwerk. Na het uiteenspatten van de Japanse zeepbel op de effectenbeurs en onroerend goed markt in 1990 waren de banken verzwakt en een fusie werd gezien als een oplossing.

### Na de fusie met UFJ Holdings
In juli 2004 nam UFJ Holdings, de op drie na grootste financiële groep van Japan, het initiatief voor een fusie met de Mitsubishi Tokyo Financial Group. De fusie van de twee bankholdings werd op 1 oktober 2005 voltooid.
Op het dieptepunt van de kredietcrisis in 2008 kocht MUFG een aandelenbelang van 21% in het Amerikaanse Morgan Stanley voor US$ 9 miljard.
in 2019 vestigde MUFG zich formeel in Amsterdam gevestigd, met de start van een dochtermaatschappij. Vanwege de Brexit wordt het voor financiële instellingen lastiger om in de Europese Unie zaken te doen. Door zich op papier op het Europese vasteland te vestigen worden dit soort problemen voorkomen. Het personeelsbestand wordt hiermee uitgebreid naar ongeveer 160.
In september 2021 werden de Amerikaanse bankactiviteiten gericht op particulieren verkocht aan U.S. Bancorp. Deze laatste betaald zo'n US$ 8 miljard hiervoor waarvan een deel in aandelen. De wereldwijde bedrijfs- en investeringsactiviteiten van MUFG en enkele andere ondersteunende activiteiten maken geen deel uit van de overname.